# Chiesa della Santissima Addolorata
La chiesa della Santissima Addolorata, già di San Raffaele, in origine di San Gregorio, è un luogo di culto cattolico del centro storico di Gaeta, cappella dell'annesso convento delle Suore crocifisse adoratrici dell'Eucaristia.

## Storia
L'attuale chiesa sorge nel medesimo sito di un luogo di culto più antico dedicato a san Gregorio Magno risalente all'XI secolo; questo sorgeva fuori le mura e venne citato per la prima volta in un documento del dicembre 1024, presente nel Codex diplomaticus cajetanus, con il quale il vescovo di Gaeta concesse al presbitero Gizzo e ad uno dei suoi figli la chiesa con le sue pertinenze. L'edificio venne ricostruito in stile gotico nel XIV secolo e, in quest'epoca, affiancata ad un cenobio ospitante una congregazione di sacerdoti secolari.
Nel 1720, Andrea del Sole lasciò nel suo testamento 2.500 ducati affinché la sua abitazione, annessa alla chiesa di San Gregorio che era sede dell'unica confraternita non laicale della città, venne riconvertita in ritiro di donzelle per dodici ragazze povere della città e del Borgo; l'eredità venne contesa tra la diocesi di Gaeta, che avrebbe voluto stabilirvi il seminario, e l'Istituto della Santissima Annunziata, che già assolveva a tale funzione, per ampliare i propri locali. Solo nel 1758 per volere del re la diocesi poté entrare in possesso del complesso trasformandolo in seminario; il nuovo istituto venne inaugurato il 9 marzo 1762 con una solenne processione cui parteciparono il clero e i seminaristi, e in tale occasione la chiesa di San Gregorio venne dotata di un dipinto su tavola di Sebastiano Conca. Il complesso rimase sede del seminario fino al 1841 (solo tra il 1771 e il 1809 fu adibito a ritiro di donzelle secondo le volontà testamentarie del donatore, e la chiesa dedicata all'arcangelo Raffaele), quando divenne convento delle Mantellate serve di Maria che vi tennero un Real Collegio ed Educandato per ragazze nobili, e la chiesa annessa fu dedicata a Maria Addolorata.
Tra il 1853 e il 1855, per volere del re Ferdinando II delle Due Sicilie che già nel 1850 aveva donato tre campane e una corona d'oro massiccio per la statua della Madonna, sia il convento, sia la chiesa furono oggetto di un importante intervento di restauro durante il quale, tra le altre cose, venne realizzata la facciata di quest'ultima con una ripida rampa d'accesso. In seguito alle vicende relative all'unità d'Italia, nel 1866 il convento venne soppresso (ma la chiesa restò aperta al culto) e nel 1900 l'edificio diventò proprietà del comune di Gaeta che lo mise in vendita; esso venne acquistato insieme alla chiesa da Maddalena Notari, in religione madre Maria Pia della Croce, fondatrice delle Suore crocifisse adoratrici dell'Eucaristia, e divenne una delle sedi del suo istituto religioso. Durante la prima guerra mondiale il convento venne adibito ad ospedale militare, per poi tornare alle suore nel novembre 1918.
L'intero complesso, e in particolar modo la chiesa, sono stati oggetto negli anni dal 1995 al 1998 di un importante intervento di restauro conservativo promosso dal comune di Gaeta e dalla Soprintendenza per i beni archeologici del Lazio.

## Descrizione

### Esterno e convento

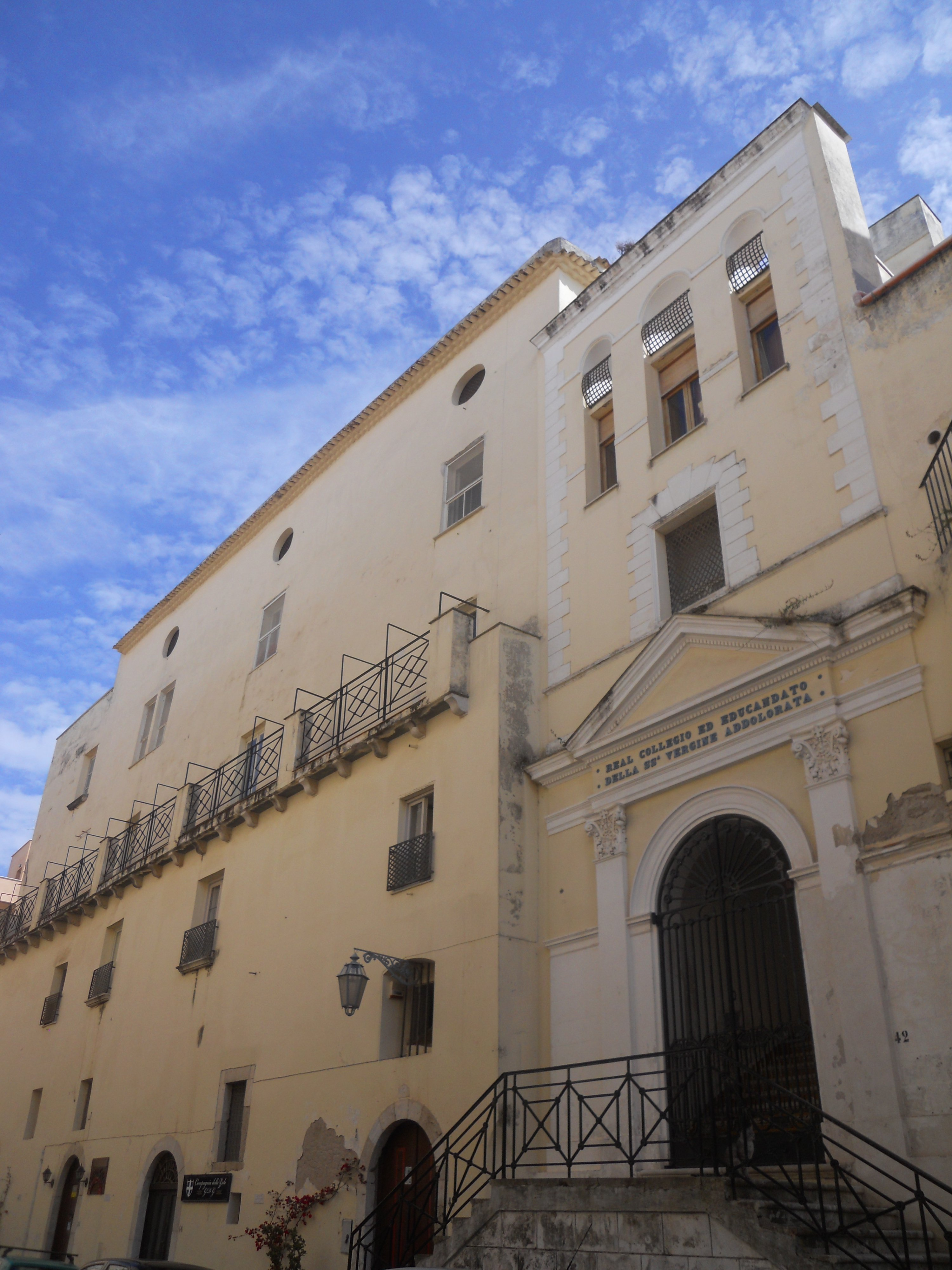
La facciata della chiesa e del convento

La chiesa della Santissima Addolorata si trova lungo via dell'Annunziata, nei pressi dell'omonimo santuario.
Esternamente, l'edificio è caratterizzato dalla facciata in stile neoclassico, verosimilmente disegnata da Federico Travaglini. In basso, essa presenta l'accesso alla chiesa, costituito da una ripida scalinata preceduta da una doppia rampa di scale che sporge verso l'esterno; sopra l'arco d'ingresso, vi è un'iscrizione che ricorda la destinazione del complesso a sede del Real Collegio ed Educandato delle Mantellate serve di Maria, apposta su un cornicione idealmente sorretto da due lesene corinzie sormontato da un timpano triangolare. Il prospetto termina in alto con un loggiato a tre arcate a tutto sesto che nella parte inferiore presenta le finestre che danno luce al coro delle monache e, in quella superiore, delle grate traforate; dietro a quest'ultimo si trova il campanile a vela, non visibile dalla strada, con tre campane.
Alla sinistra della chiesa sorge il convento, la cui facciata, parallela alla strada e risalente nella sua attuale conformazione al XVIII secolo, è caratterizzata dalla presenza, a metà della sua altezza, di un lungo ballatoio.

### Interno

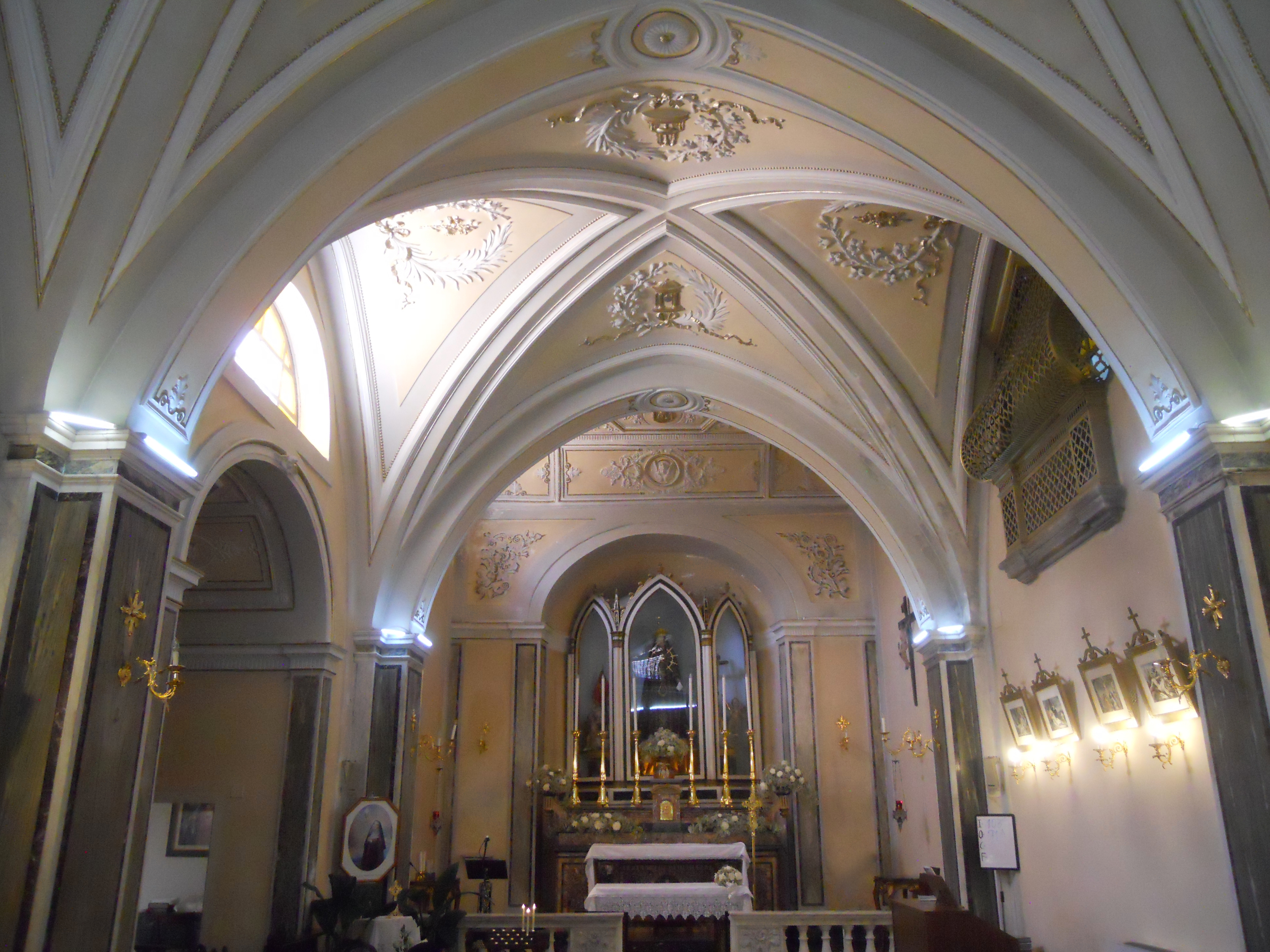
Interno

Internamente, la chiesa della Santissima Addolorata presenta la pianta peculiare delle chiese minori gaetane di epoca medioevale, con breve navata unica di due campate coperte con volta a crociera, preceduta da un avancorpo con volta a botte ribassata e terminante con una terza campata costituente il presbiterio, caratterizzata da una volta a botte trasversale.
Al di sopra dell'avancorpo, la cui volta è decorata con un affresco raffigurante lo stemma delle Suore crocifisse adoratrici dell'Eucaristia, si trova il coro delle suore, che occupa anche l'area al di sopra della scalinata d'accesso e che è costituito da un unico lungo ambiente illuminato da tre finestre in controfacciata, con gli stalli lignei delle suore lungo le tre pareti; il coro si apre sulla chiesa al di sopra dell'avancorpo con una grata traforata.

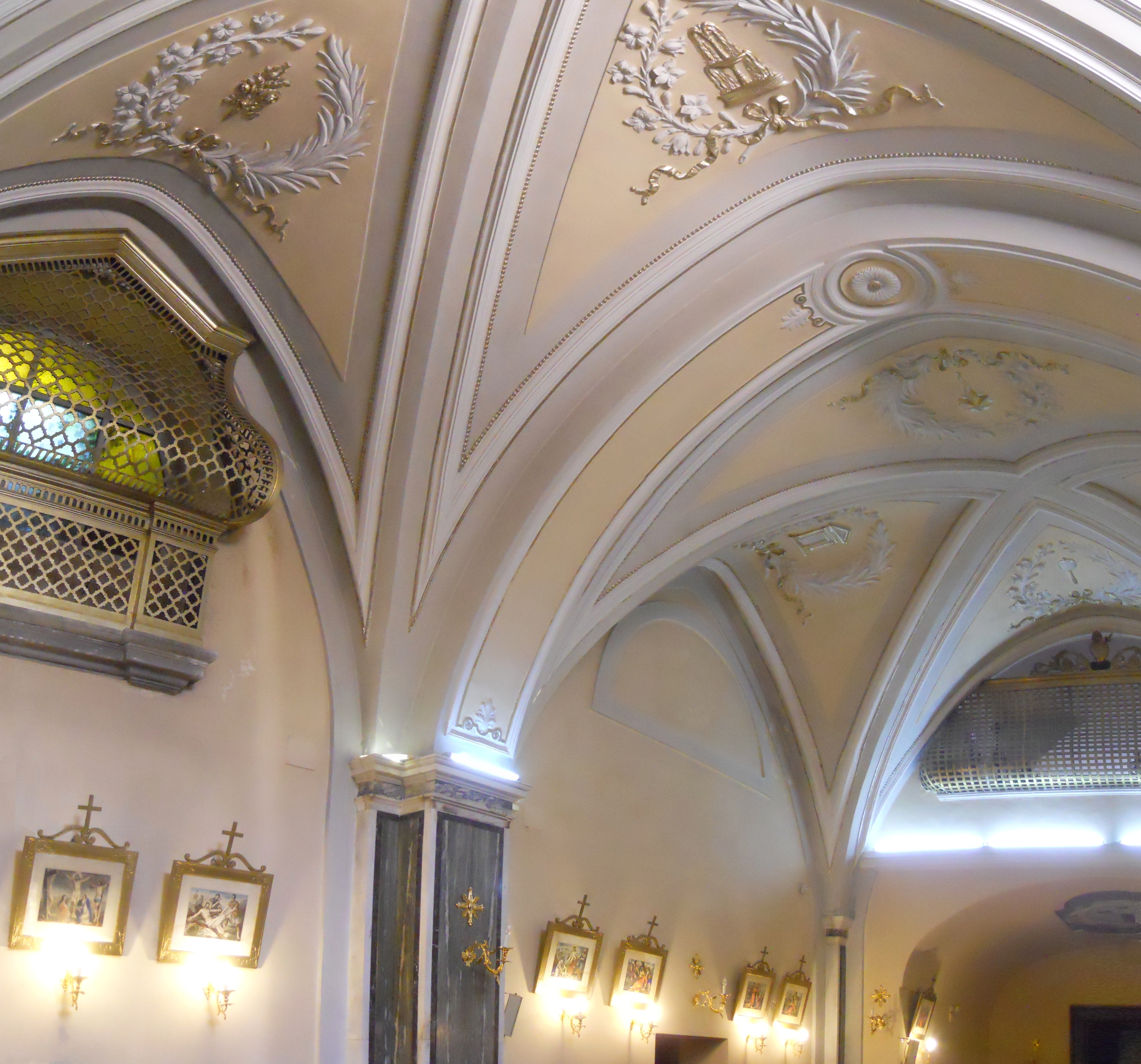
La volta della navata e la grata del coro (a destra) e quella usata dalla famiglia reale per seguire le celebrazioni (a sinistra)

La suddivisione interna della chiesa in campate è sottolineata da archi a sesto acuto poggianti su semipilastri rivestiti con lastre di marmo policromi. La volta è decorata con stucchi ottocenteschi raffiguranti alcuni degli attribuiti della Madonna presenti nelle litanie lauretane, ascrivibili alle stesse maestranze che contemporaneamente operarono nella chiesa di San Domenico Maggiore a Napoli.
Lungo la parete sinistra della seconda campata della navata, si apre una cappella laterale: essa è dedicata a san Filippo Benizi, superiore generale dell'Ordine dei Servi di Maria nel 1267. L'ambiente è a pianta rettangolare, chiuso da una balaustra in ferro battuto in stile neorinascimentale e coperto con volta a botte decorata anch'essa con stucchi e da un affresco attribuibile a Filippo Palizzi raffigurante Santa Giuliana Falconieri. A ridosso della parete di fondo, appoggiato a quest'ultima, si trova un altare in marmi policromi, al di sopra del quale vi è una nicchia contenente una statua lignea policroma di San Filippo Benizi.
La parete di destra della seconda campata della navata è caratterizzata dalla presenza, nella parte superiore, di una grata dalla quale seguiva le celebrazioni la famiglia reale del Regno delle Due Sicilie, che aveva nei pressi della chiesa il proprio palazzo.

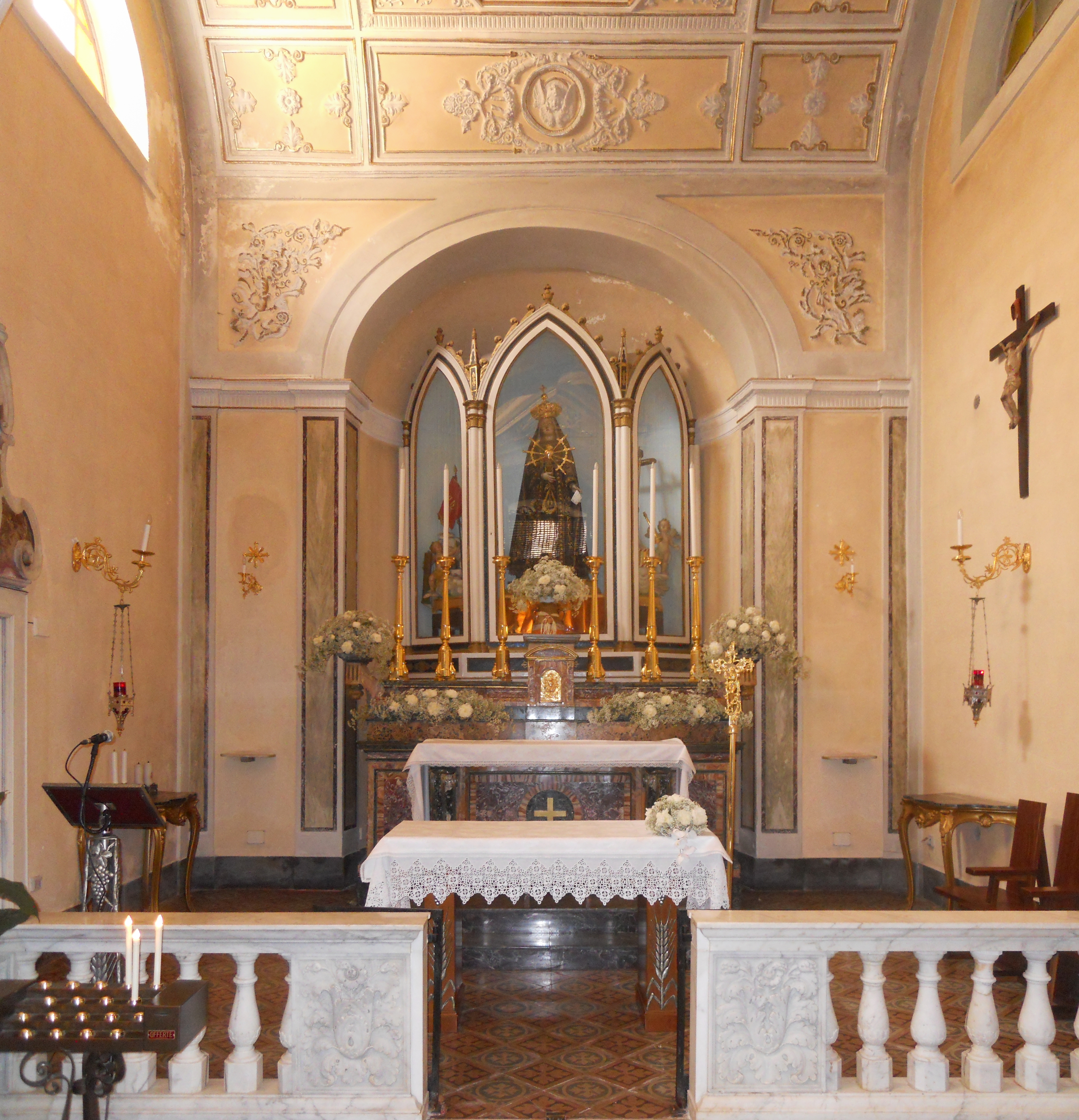
Il presbiterio

L'area presbiterale è delimitata e divisa dal resto della chiesa da una balaustra marmorea in stile neorinascimentale ed è caratterizzata dalla particolare copertura a volta a botte trasversale, più alta rispetto alla volta della navata e decorata anch'essa con stucchi.
Nella parete fondale, inquadrata tra due coppie di semplici lesene marmoree che richiamano lo stile dei pilastri della navata, si apre un arco a sesto ribassato che immette in una piccola abside, quasi interamente occupata dall'altare maggiore ottocentesco, realizzato in marmi policromi probabilmente su disegno di Federico Travaglini insieme alla soprastante edicola lignea neogotica. Quest'ultima ospita un gruppo scultoreo ligneo policromo risalente alla seconda metà del XVIII secolo, composto da una statua centrale raffigurante la Madonna Addolorata attorniata da sette cherubini con gli strumenti della Passione di Gesù; la statua della Vergine è rivestita da un prezioso abito in seta nera riccamente decorato con un ricamo in oro, di manifattura napoletana del XIX secolo.
Sulla parete di sinistra del presbiterio, al di sopra della porta che immette nella sala dalla quale originariamente le suore assistevano alle celebrazioni, si trova lo Spirito Santo, scultura marmorea di scuola napoletana del XVII secolo.

### Organo a canne

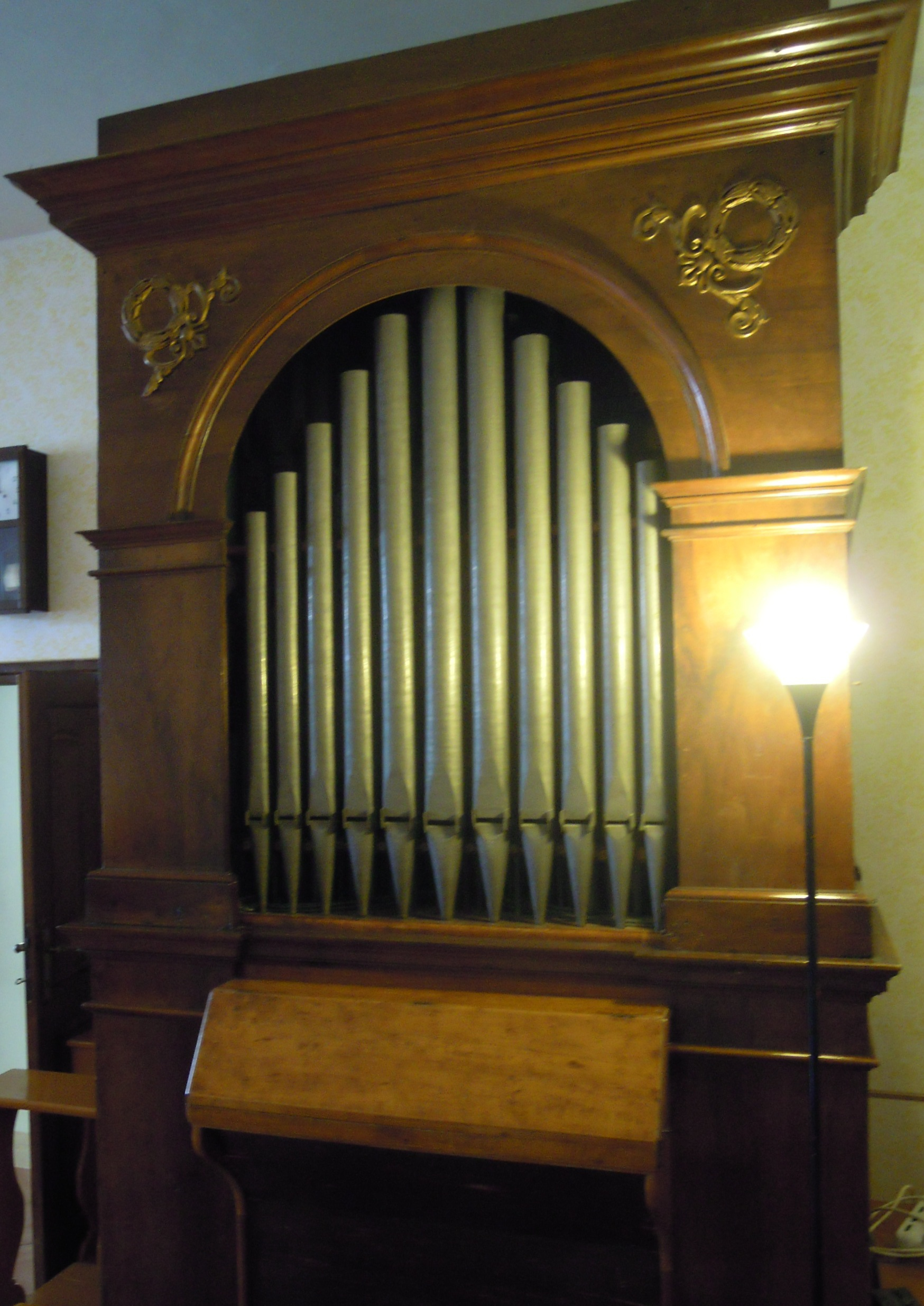
L'organo a canne

Nel coro delle suore, a ridosso della parete di sinistra, invisibile dalla navata, si trova l'organo a canne, strumento tardoromantico costruito nel 1907 da Giuseppe Rotelli su progetto fonico dell'organista gaetano Franco Michele Napolitano.
L'organo, restaurato nel 1996 da Carlo Soracco, è a trasmissione integralmente meccanica a bilancieri e consta di 409 canne, 11 delle quali, appartenenti al registro Principale 8', formano la mostra, inquadrata da un arco a tutto sesto che si apre nella parte anteriore della cassa lignea che racchiude dello strumento, realizzata in legno di noce e sobriamente decorata da due ghirlande dorate. La consolle è posta sotto quest'ultima e dispone di un'unica tastiera di 56 note e pedaliera dritta di 27 note con pedali di ridotte dimensioni; i registri sono azionati da pomelli disposti in unica fila al di sopra della tastiera.